# Andreaea pilifera
Andreaea pilifera là một loài rêu trong họ Andreaeaceae. Loài này được Herzog ex Thér. mô tả khoa học đầu tiên năm 1937.